# Șîșkivți, Brodî
Șîșkivți (în ucraineană Шишківці) este un sat în comuna Markopil din raionul Brodî, regiunea Liov, Ucraina.

## Demografie
Componența lingvistică a localității Șîșkivți
     Ucraineană (100%)
Conform recensământului din 2001, toată populația localității Șîșkivți era vorbitoare de ucraineană (100%).